# Czarciuk smoczy

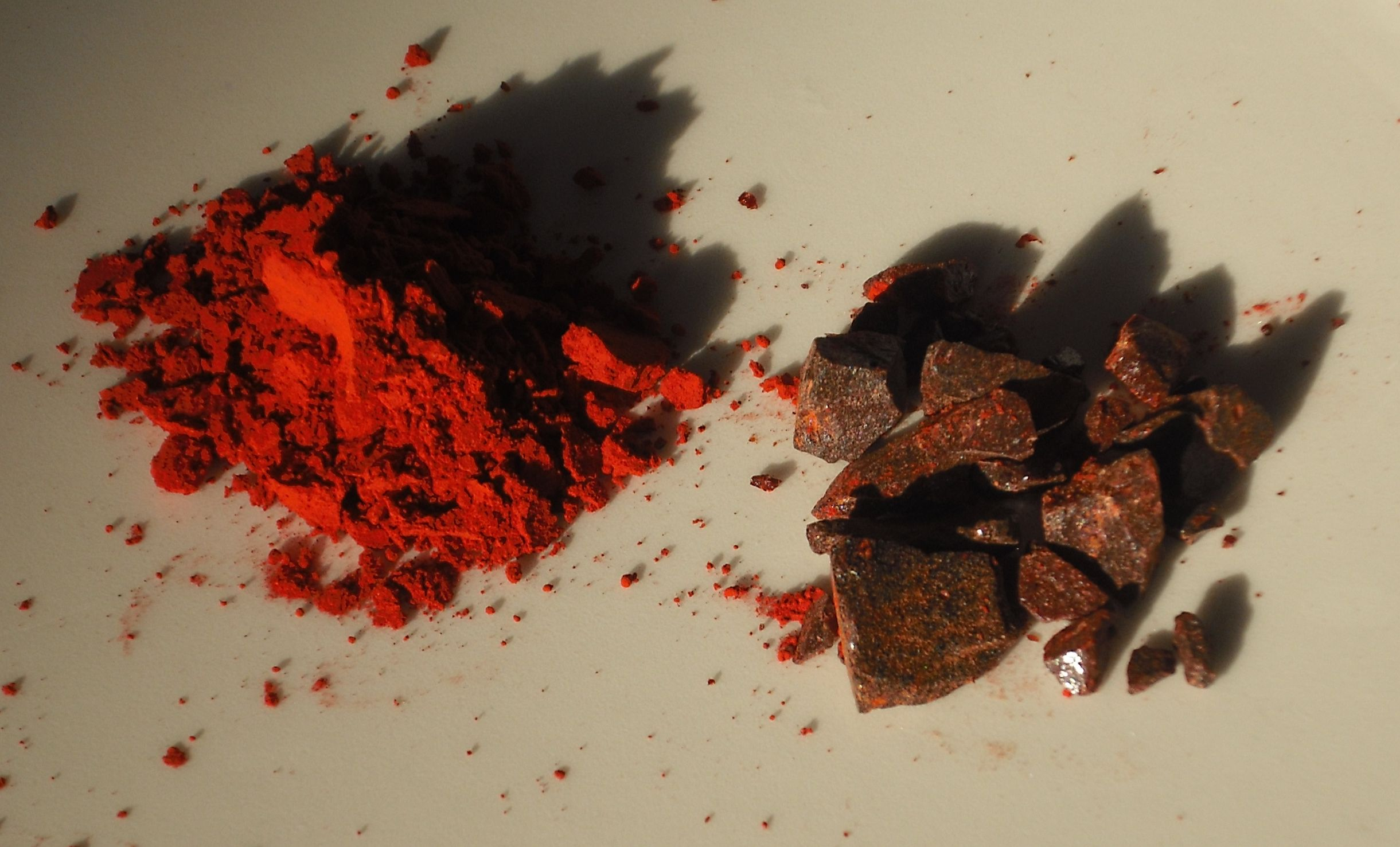
Smocza krew – żywica w formie proszku i grudek

Czarciuk smoczy, zaklęt smoczy (Daemonorops draco) – gatunek pnącza z rodziny palm. Występuje w ciepłym klimacie Archipelagu Malajskiego oraz na wyspach Sumatra i Borneo.
Kolczaste pnącze o pierzastych liściach. Owocem jest jednonasienna jagoda pokryta kleistą wydzieliną dostarczającą tzw. „smoczej krwi”. Substancja ta wykorzystywana jest w medycynie ludowej, do wyrobu proszków do zębów oraz werniksów.